# Outrebois
Outrebois (picardisch: Otérbou) ist eine nordfranzösische Gemeinde mit 320 Einwohnern (Stand 1. Januar 2022) im Département Somme in der Region Hauts-de-France. Die Gemeinde liegt im Arrondissement Amiens, ist Teil der Communauté de communes du Territoire Nord Picardie und gehört zum Kanton Doullens.

## Geographie
Die Gemeinde liegt im Tal des Flusses Authie rund acht Kilometer westlich von Doullens. Zu Outrebois gehören der Weiler Le Quesnel sowie das gegenüber von Occoches gelegene Petit Occoches.

## Geschichte
Die Domäne von Outrebois unterstand lange Zeit dem Kapitel der Kathedrale Notre-Dame de Paris. 1899 war noch eine Wassermühle in Betrieb.

## Einwohner
| 1962 | 1968 | 1975 | 1982 | 1990 | 1999 | 2006 | 2011 |
| ---- | ---- | ---- | ---- | ---- | ---- | ---- | ---- |
| 305  | 298  | 297  | 252  | 251  | 253  | 248  | 315  |

## Verwaltung
Bürgermeister (maire) ist seit 2001 Emmanuel Maréchal.

## Sehenswürdigkeiten
- Kirche Saint-Séverin
- Mariä-Sieben-Schmerzen-Kapelle
- Schloss auf der Anhöhe nördlich des Orts